# Distrito de Mariscal Gamarra
El distrito de Mariscal Gamarra es uno de los catorce distritos de la provincia de Grau  ubicada en el departamento de Apurímac, bajo la administración del Gobierno regional de Apurímac, en el sur del Perú.

Desde el punto de vista jerárquico de la Iglesia católica forma parte de la diócesis de Abancay la cual, a su vez, pertenece a la arquidiócesis de Cusco.

## Historia
El distrito fue creado mediante Ley n.º 9687 del 11 de diciembre de 1942, en el gobierno de Manuel Prado Ugarteche.

## Geografía
La ciudad de Palpacachi se encuentra ubicada en los Andes Centrales.

## Autoridades

### Municipales
- 2011-2014:[4]
  - Alcalde: Ramiro Villasante Sequeiros, Movimiento Poder Popular Andino (PPA).
  - Regidores: Sabino Sequeiros Maruri (PPA), Zenón Quispe Salcedo (PPA), Isaías Huanaco Castillo (PPA), Genara Mosqueira Gonzales (PPA), Mario Nuñez Muñoz (Alianza para el Progreso).
- 2007-2010
  - Alcalde: Ladio Román Trujillo.

## Festividades
- Carnavales.
- San Pedro.
- Santiago.
- Señor de la Exaltación.